# Oppo F5
Oppo F5 та Oppo F5 Youth — смартфони середнього рівня, розроблені компанією OPPO, що входить у серію «F». Oppo F5 був представлений 26 жовтня 2017 року, а F5 Youth — 20 листопада того ж року. Основними відмінностями між моделями є камери та об'єм пам'яті. На деяких ринках Oppo F5 у версії 6/64 ГБ продавався під назвою Oppo F5 Plus.
В Китаї Oppo F5 Youth був представлений 17 грудня 2017 року під назвою Oppo A73 (не плутати з Oppo A73 2020 року).
25 грудня 2017 року в Тайвані OPPO представила Oppo A75 та Oppo A75s, які є ідентичними до Oppo F5 і відрізняються між собою тільки розміром сховища.

## Дизайн
Екран виконаний зі скла Corning Gorilla Glass 5. Корпус виконаний з матового пластику, стилізованого під алюміній.
Знизу знаходяться роз'єм microUSB, динамік, мікрофон та 3.5 мм аудіороз'єм. З лівого боку розміщені кнопки регулювання гучності. З правого боку розміщені кнопка блокування смартфону та слот під 2 SIM-картки і карту пам'яті формату MicroSD до 256 ГБ. На задній панелі розташовані основна камера, LED спалах, логотип «OPPO» та сканер відбитків пальців. 
Oppo F5 продавався в таких кольорах: чорному і золотому у версії 4/32 ГБ та чорному і червоному у версії 6/64 ГБ.
Oppo F5 Youth, A75 та A75s продавалися тільки в чорному та золотому кольорах.

## Технічні характеристики

### Платформа
Смартфони отримали процесор MediaTek Helio P23 та графічний процесор Mali-G71 MP2.

### Батарея
Батарея отримала об'єм 3200 мА·год.

### Камери
Oppo F5, A75 та A75s отримали основну камеру 16 Мп, f/1.8 з фазовим автофокусом. Фронтальна камера отримала роздільність 20 Мп і світлосилу f/2.0.
Oppo F5 Youth отримав основну камеру 13 Мп, f/2.2 з фазовим автофокусом. Фронтальна камера отримала роздільність 16 Мп і світлосилу f/2.0.
Обидві камери смартфонів можуть зуписувати відео у роздільній здатності 1080p@30fps.

### Екран
Екран IPS LCD, 6.0", FullHD+ (2160 × 1080) з щільністю пікселів 402 ppi та співвідношенням сторін 18:9.

### Пам'ять
Oppo F5 продавався в комплектаціях 4/32 та 6/64 ГБ.
Oppo F5 Youth продавався в комплектаціях 3/32 та 4/32 ГБ.
Oppo A75 продавався в конфігурації 4/32 ГБ, а Oppo A75s — 4/64 ГБ

### Програмне забезпечення
Смартфони були випущені залежно від регіону на базі Android 7.1 або 7.1.1 Nougat з ColorOS 3.2.